# Klasztor Vreta
Klasztor Vreta (szw. Vreta kloster) – klasztor benedyktynek w gminie Linköping, w regionie administracyjnym Östergötland, w południowej Szwecji, założony ok. 1100, zniesiony w 1530. Obecnie w ruinie, zachował się jedynie kościół klasztorny.
Nazwa klasztoru i kościoła pochodzi od starego słowa „vret”, które oznacza niewielkie pole. 
Ruiny klasztoru Vreta wraz z kościołem klasztornym mają status zabytku sakralnego według rozdziału 4 Kulturminneslagen (pol. Prawo o pamiątkach kultury).

## Historia

### Okres katolicki

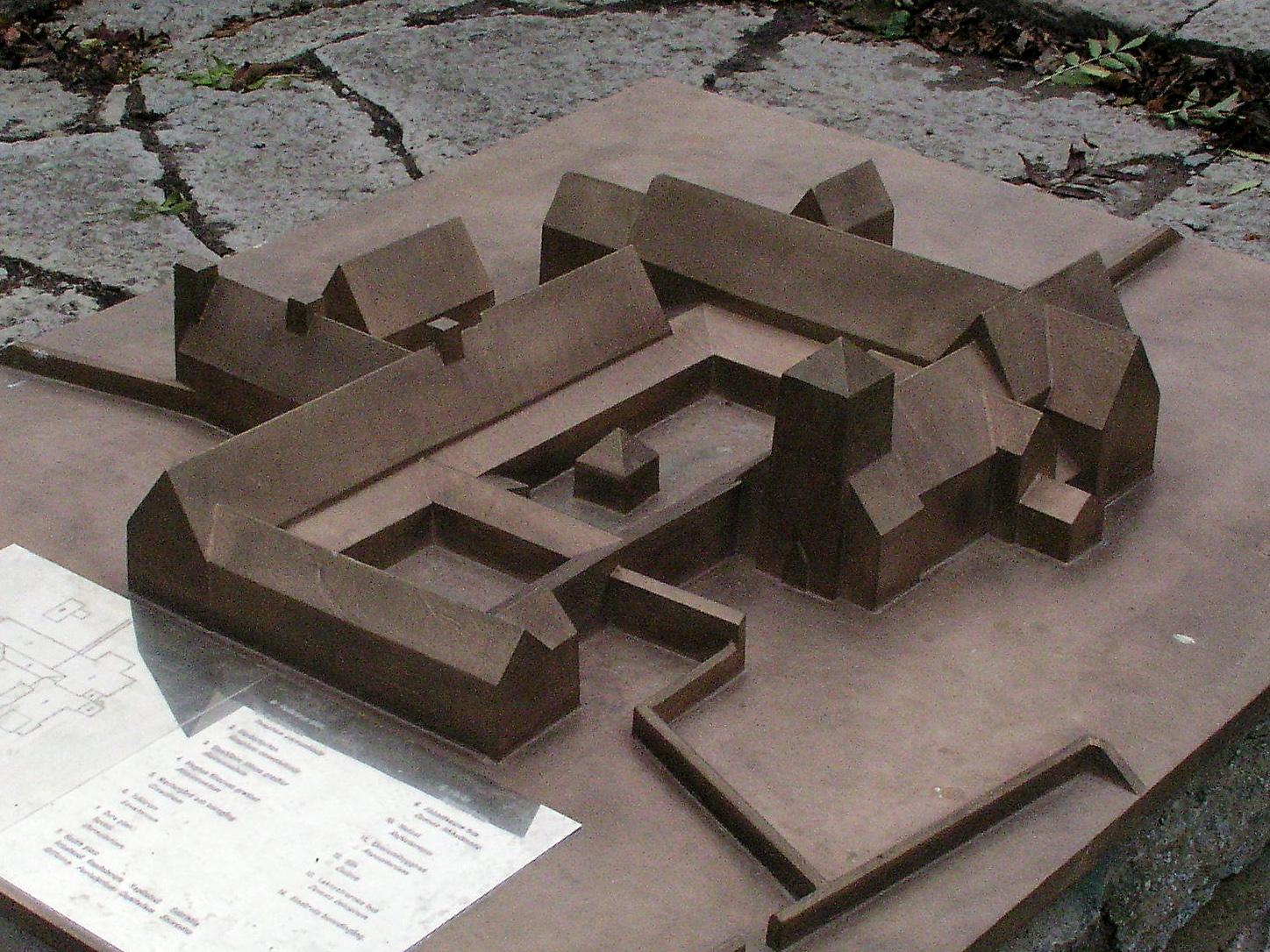
Model pierwotnego klasztoru

Klasztor Vreta był najstarszym żeńskim klasztorem w Szwecji. Został prawdopodobnie założony na początku XII wieku dla benedyktynek przez jednego z pierwszych chrześcijańskich władców Szwecji, Inge I Starszego. Po śmierci króla do klasztoru wstąpiła wdowa po nim, Helena. Później kompleks kościelno-klasztorny przeszedł w posiadanie dynastii Swerkerydów. W 1162 roku król Karol Sverkersson osadził w klasztorze cysterki. Przekazał im w darze swoją działkę (kungsgård), aby mogły zbudować na niej rozbudować kościół i klasztor. Na wschód od starego prezbiterium zbudowano nowe, przeznaczone dla zakonnic. Korpus nawowy był przeznaczony dla wiernych. Podczas inauguracji nowego klasztoru jego pierwszą ksienią została siostra króla, Ingegerd, sprawując tę funkcję przez prawie czterdzieści lat. Tuż przed 1248 rokiem kościół klasztorny został strawiony przez pożar. Po odbudowie został 13 czerwca 1289 roku konsekrowany. Aktu tego dokonał biskup Linköping, Bengt, w obecności swego brata, króla Magnusa I Birgerssona i królowej Jadwigi.
Klasztor Vreta do końca XIV wieku cieszył się sławą najbardziej prestiżowego żeńskiego klasztoru w Szwecji. Zakonnicą miała być tu m.in. wnuczka króla Swerkera II Młodszego i zarazem szwagierka króla Eryka XI Erikssona Benedykta, którą wedle legendy porwano. Klasztor otrzymywał liczne nadania od królów i możnych szwedzkich. Choć klasztor stracił swoją pozycję na rzecz kościoła klasztornego w Vadstenie w związku z rozwijającym się kultem św. Brygidy, to aż do nadejścia reformacji zachował swoje bogactwo i potęgę.

### Okres reformacji
Król Gustaw I Waza zajął posiadłości i majątek klasztoru, a nadto wstrzymał przyjmowanie nowych zakonnic. Ostatnią ksienią klasztoru była w latach 1513–1538 Sigrid Botholfsdotter. W 1529 roku król Gustaw I Waza przekazał dla niej wszystkie dochody klasztoru pod warunkiem przeznaczenia z nich 300 marek na potrzeby klasztoru oraz klasztoru Askaby; w klasztorze zamieszkały córki króla oraz jego teściowa, Ebba Eriksdotter, po tym jak owdowiała (zm. 1549). Dwie ostatnie siostry zmarły w 1582 roku, a opuszczony kompleks budynków stopniowo popadał w ruinę. Przetrwał natomiast kościół, który stał się kościołem parafialnym Kościoła Szwecji. Swoją ławkę miał w nim syn króla, książę Östergötland, Magnus.

### Badania i stan obecny
Kościół oraz ruiny budynków klasztornych zostały zbadane w I i II dekadzie XX wieku w związku z renowacją. W latach 2005 i 2006 archeolodzy z Riksantikvarieämbetet przeprowadzili nowe prace wykopaliskowe w ruinach klasztoru. Muzeum historyczne w Sztokholmie, które uporządkowało i zdigitalizowało wyniki prac inwentaryzacyjnych starszych wykopalisk, zwróciło uwagę na małe fragmenty tekstylne znalezione w kościele klasztornym, mogące przynieść nowe informacje o pochowanych tam osobistościach i rozstrzygnąć kwestię czy był wśród nich rzeczywiście fundator kościoła, król Inge I Starszy i jego małżonka Helena.
Teren byłego klasztoru zajmuje obszar 140 × 140 m, na jego terenie znajduje się kościół, magazyn oraz ruiny klasztoru (niskie fragmenty murów i otwory okienne), położone na północ od kościoła, zajmujące powierzchnię 55 × 55 m.